# 索兰佐宫
索兰佐宫（Palazzo Soranzo）包括两座毗邻的哥特式建筑，位于意大利威尼斯聖保羅区的聖保羅廣場。

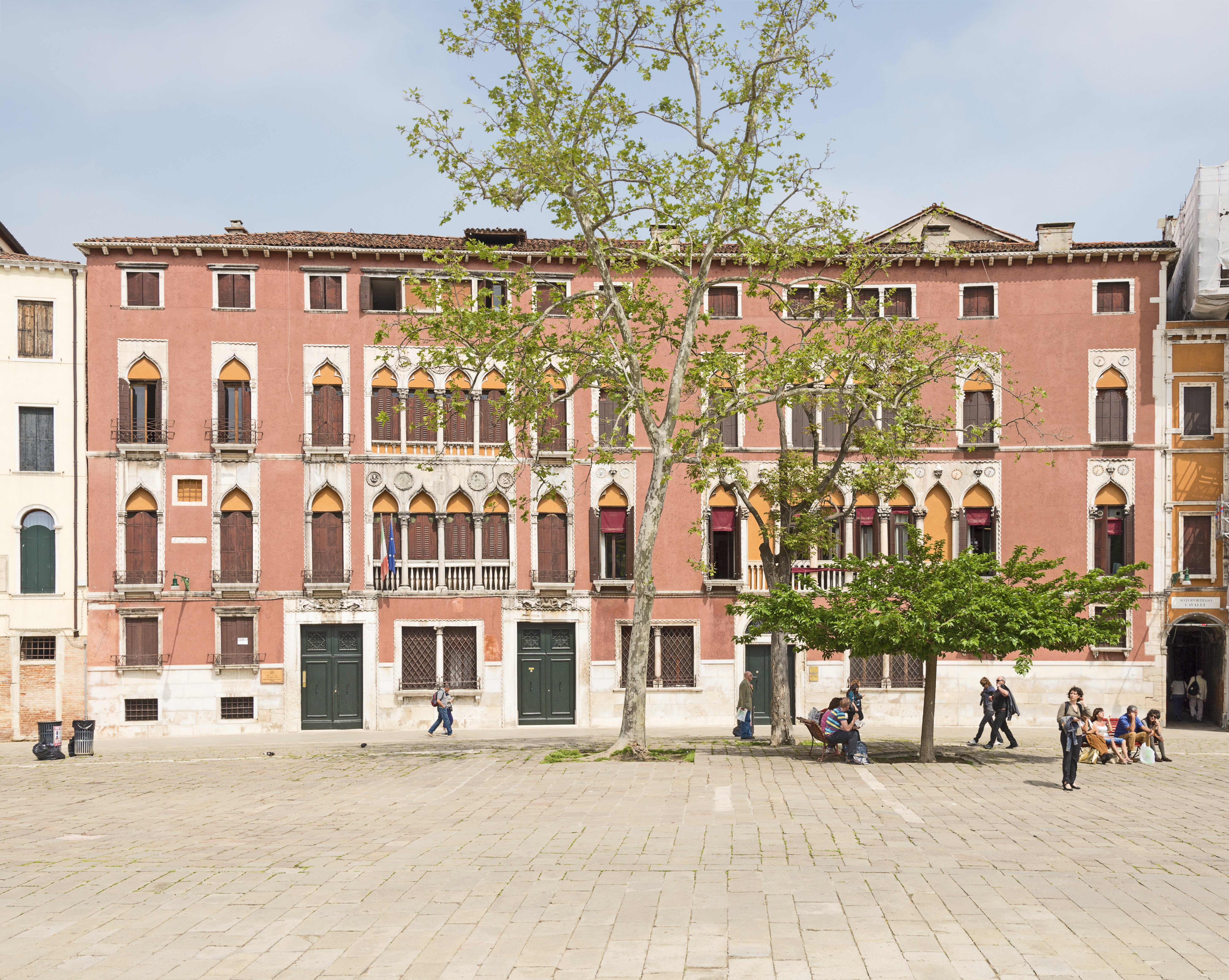

建筑最古老的部分可追溯到14世纪中叶。最初建筑的立面面向圣安东尼运河，由一座小桥通到广场。广场铺设于1493年。新建筑的主楼层设有八扇宽大的窗户，建于15世纪。曾经装饰着乔尔乔内的壁画。
索兰佐家族曾是显赫的威尼斯贵族家族。其中一位成员，乔万尼·索兰佐，在1312年选为总督，任期到1328年。他率军在克里米亚的Kaffa击败热那亚人。几百年来，大部分原来的绘画和可移动的装饰已经售出。宫殿现在由私人所有，分割成公寓和办公室。

旧影
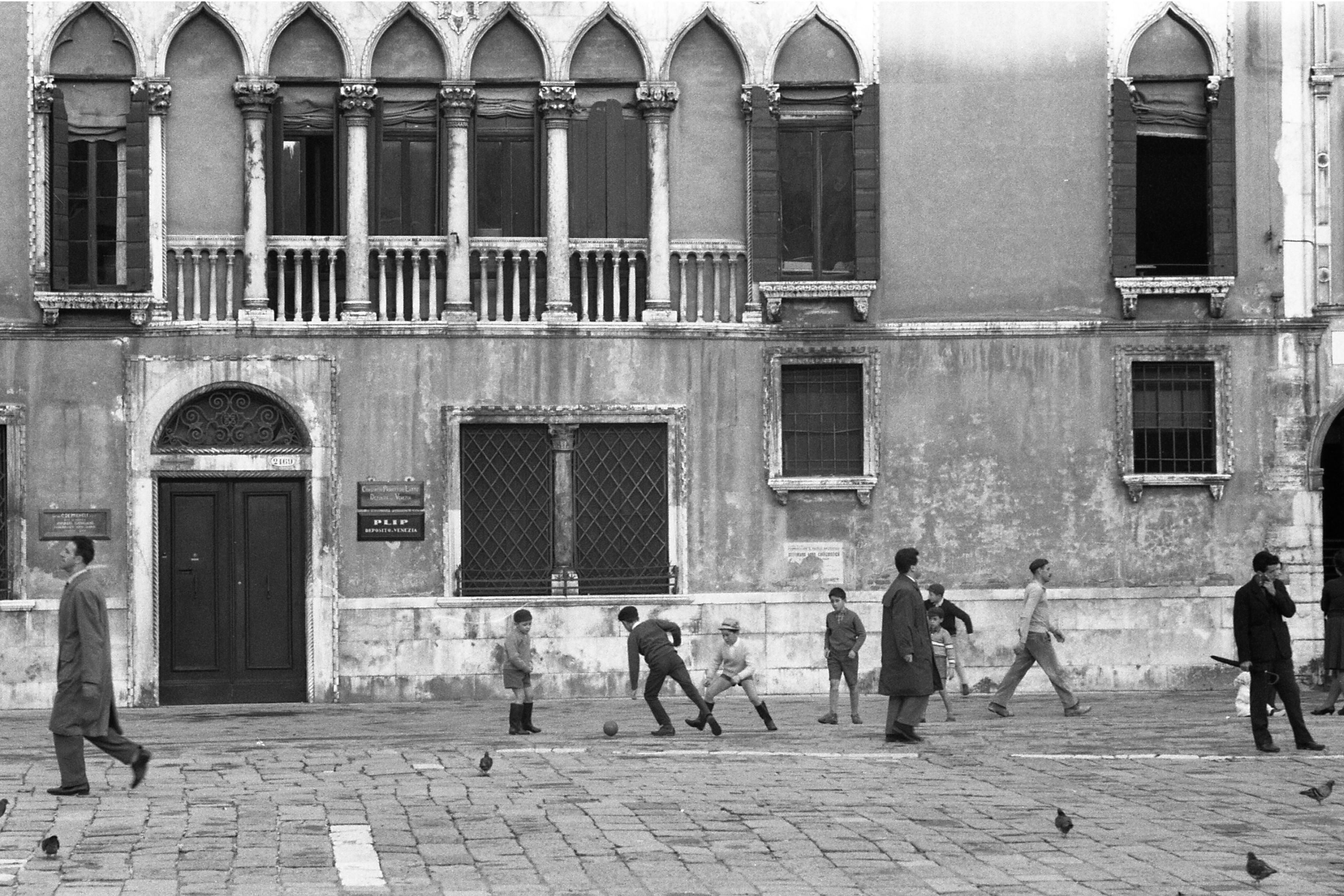
1960
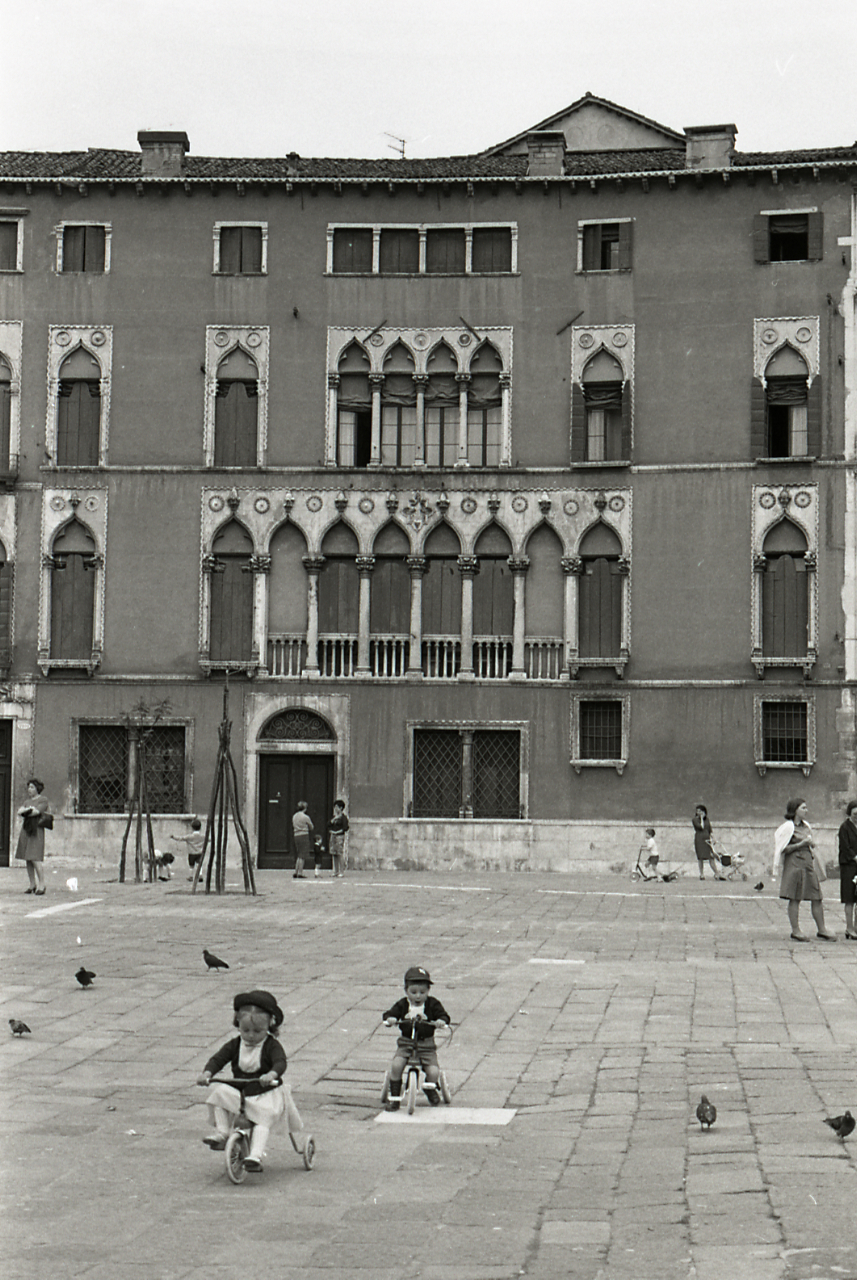
1968
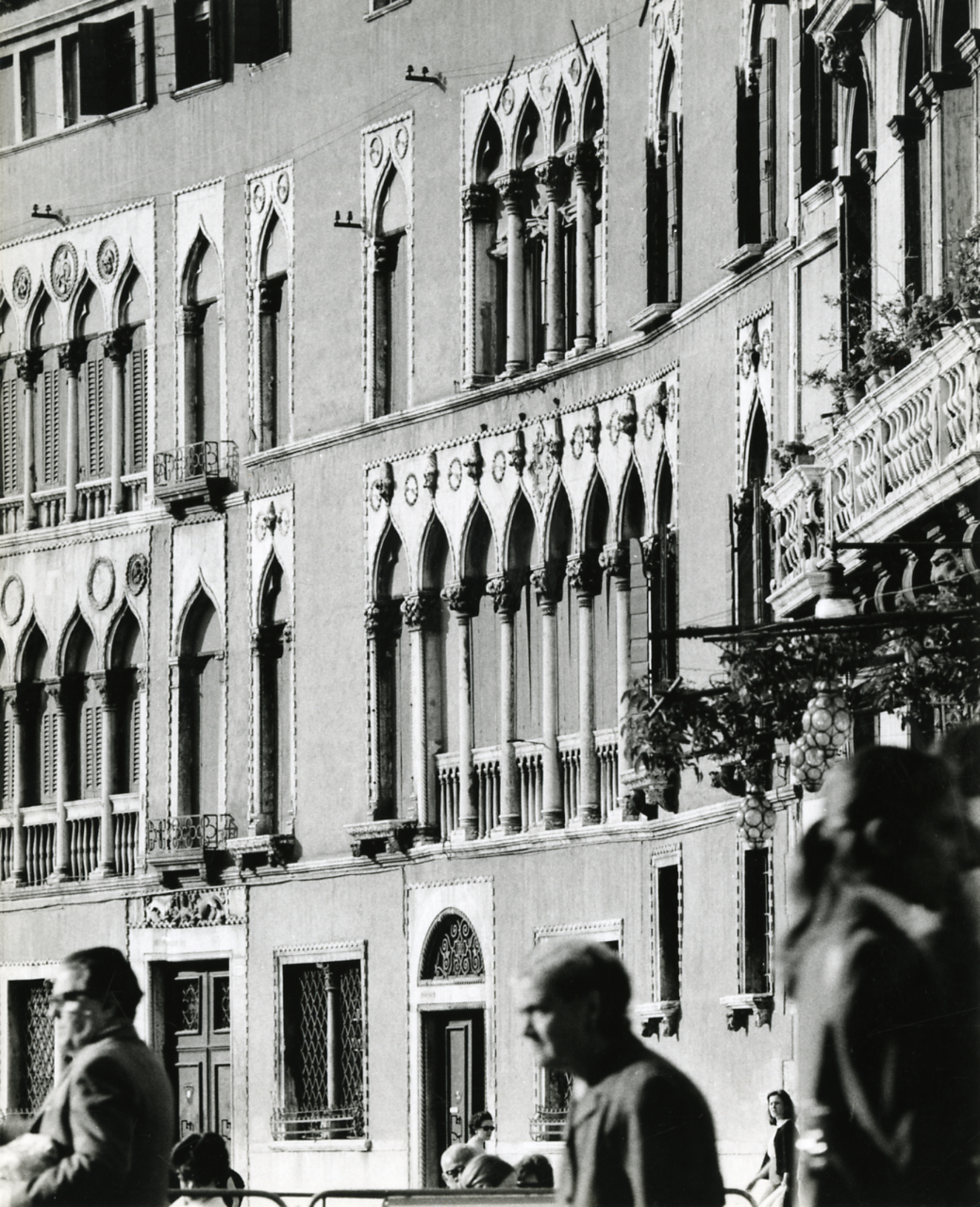
1969
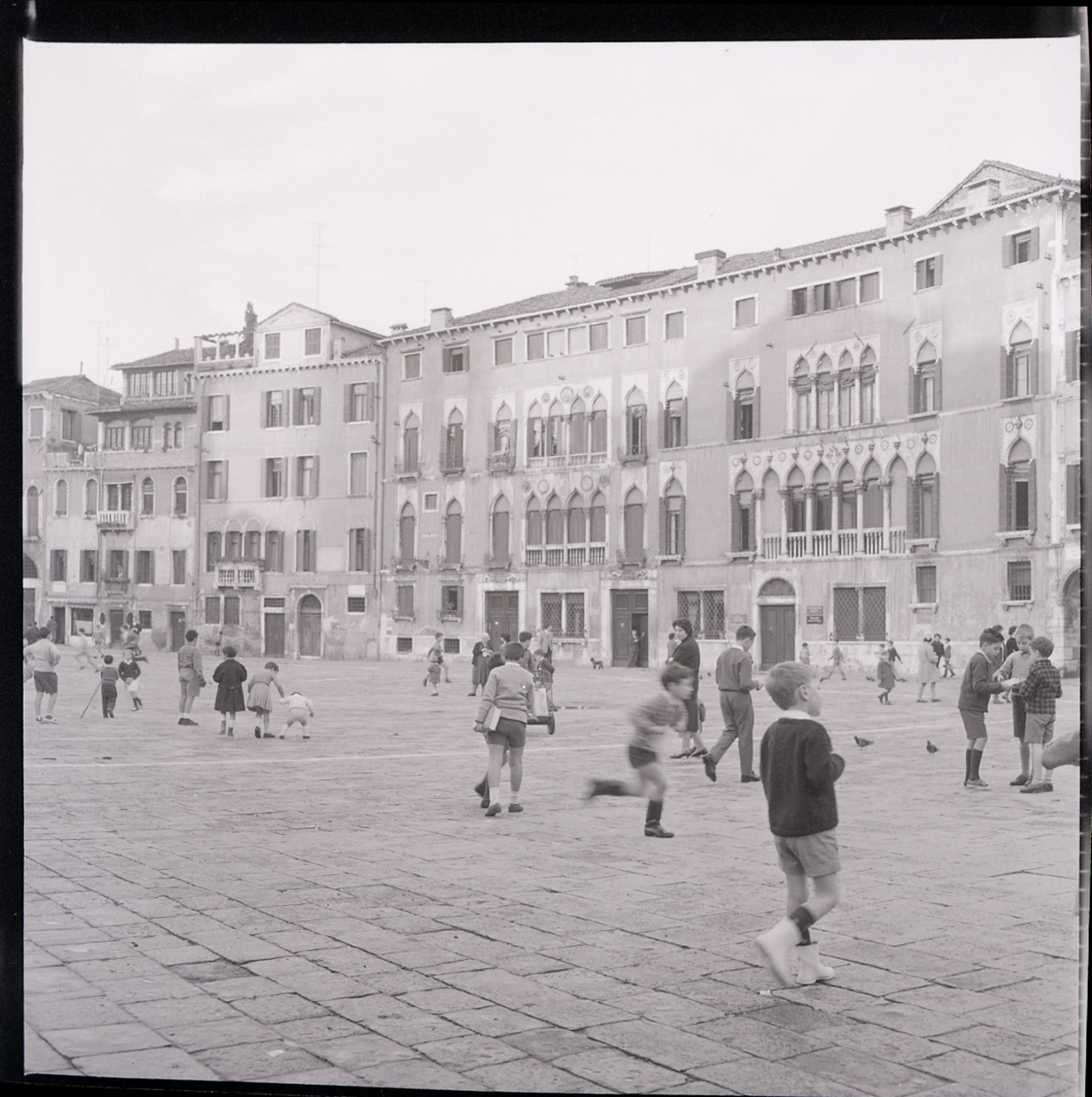
1970